# Психологија у Срба
Психологија се у Србији развијала са споријим темпом и закашњењем, него што је то било у земљама које су увек предњачиле у продукцији психолошких истраживања попут: Немачке, Енглеске, Русије (односно СССР), Француске и САД. Српска психологија има свој развојни пут и своје резултате, али су они врло често ужег карактера и базирају се на оригиналним схватањима страних аутора.

## Средњовековни хришћански период
Говорећи о психи, душа је заузимала централно место и за хришћанске и за прехришћанске мислиоце, као и за њене манифестне форме, радње, начине комуникације са светом. У то анимистичко време душа је деловала и била на неки начин повезана са светом; уз помоћ ритуала, могао је допринети сопственом благостању, налазио се и код људи и код животиња. Понекад се душа доживљавала као супротстављена телу или је била цењена као нешто свето.
Душа се ретко среће у савременој психолошкој терминологији, а оно што се некада објашњавало као активност душе данас се операционализује кроз низ различитих концепата (перцепција, мотиви, личност итд.). Док су софисти били први који су истакли људску субјективност, институционализовано хришћанство је у први план ставило концепт потчињавања Творцу, чин који ће на крају времена довести до спасења.
Рационализам антике био је у рецесији испред хришћанства и самопосматрање и молитва су заменили посматрање и критичку анализу. Психолошке теме тог периода налазиле су се у практичним упутствима о правилном понашању власти према цркви, поданика према власти, родитеља према деци итд. У српској култури ова традиција је на прави начин илустрована Закоником цара Душана или различитим појмовима детета у српској култури.
Ренесанса је донела ново интересовање за антички рационализам и рађање модерног света, како је дефинисано у западној култури. У својој доктрини, Декарт је смањио човека у његовом тоталитету који је постао предмет проучавања. Међутим, тај концепт је ишао споро, руку под руку са „ловом на вештице“, деца су у квалитативном смислу сматрана другачијом од одраслих, била су изложена различитим невољама и занемарена. Тек у 18. веку рационални приступ је коначно преокренуо вагу; тако и брига о људском благостању и декларативно настојање да се он унапреди како кроз индивидуалне тежње тако и кроз бригу коју пружа држава. Од суштинског значаја за историју психологије било је све веће ширење школства и образовних мрежа, које су представљале нову наду у бољи свет. Присуство те потребе види се и из статистичких података о писмености у Србији за 1866. годину, који показују да је писмено било свега 4,18% становништва, а у сеоским срединама не више од 1,63%.

## Просветитељство
Практично, није постојало масовно образовање пре Опште школске уредбе (Allgemeine Schulordnung) коју је прогласила Марија Терезија. Школе су похађали ретки талентовани појединци, ученици црквених школа формирани за потребе администрације у клерикалним црквеним властима, племићи са финансијским предусловима за такав подухват, и уопште – нико други. Као што је изванредно илустровао Јаков Игњатовић у својим књигама писаним у духу реализма, феудалну епоху карактерисала је ограничена покретљивост становништва, скоро све потребе су се могле задовољити на малом простору, а све што је требало знати се могло научити кроз „ успутно образовање“, у виду шегртовања. Осим занатских вештина, било је врло мало занимања која су захтевала формално образовање: лекар, адвокат, свештеник, списак свакако није био предугачак, а ова занимања су имала озбиљну конкуренцију неквалификованих лаика.
Поменута Уредба прописивала је да су сва деца одговарајућег узраста обавезна да похађају школу. У пракси тадашње Аустроугарске то је значило да је школа обавезна за сву децу без обзира на нацију, класу, статус, пол, језик. или религију. Била је то прогресивна и револуционарна идеја за тај период, заснована на нади просветитељства да ће образовани субјекти боље разумети природу друштвеног поретка и са разумевањем је прихватити. Просвета је прописом одвојена од цркве, постала је државни задатак и обављала се на народним језицима. Овај нагли раст броја ученика довео је до знатне потребе за обученим наставницима, тако да се упоредо са оснивањем школа решавало питање квалификованог наставног кадра.
У почетку су то били триместрални курсеви за обуку наставног особља у школама у развоју. Вредна су помена три имена значајна за историју српског школства и српске психологије – први пионири модерног српског школства – Аврам Мразовић, Стефан Вујановски и Тодор Јанковић-Миријевски. Сва тројица су у Бечу обучавани код најзначајније личности тог времена – Фелбигера. Аврам Мразовић је за своју базу изабрао Сомбор, свој родни град, и тамо покренуо такозвани „нормални курс“ за будуће учитеље. Ова активност би резултирала оснивањем Учитељске школе у Сомбору, затим Педагошке академије, потом Учитељског факултета и на крају Педагошког факултета. Сходно томе, може се рећи да системско образовање српског становништва организује држава преко двеста година, с обзиром да је прва обука за учитеље организована у Сомбору 1778. године (преостале две биле су у Осијеку и Темишвару).
Први сачувани извештаји о вођењу „нормалног курса“ датирају из 1787/1788. године и такође пружају податке о структури предмета: методици, матерњем језику (у то време „илирски“), писању и граматици, немачком језику и математици. Наставни план и програм Учитељске школе у Сомбору из 1855/1856. године показује да међу предметима није било психологије. Психологија се први пут сусреће у школском програму за 1874/1875. годину под називом Психологија и логика, али се предавала независно од логике у посебном семестру. То свакако не значи да се о психологији ни раније у школама није говорило, већ се радило само о њеном статусу међу осталим школским предметима.

## Психологија у 20. веку
Алимпије Васиљевић је након завршетка филозофије и теологије почео да предаје филозофију и психологију на Grande École. Написао је први уџбеник психологије за потребе високог образовања. Био је заговорник позитивистичких трендова и ценио је Вунтов експериментални приступ. У овој образовној установи Васиљевића је наследио Љубомир Недић, иако је био познатији и цењенији као преводилац и књижевни критичар. Његову докторску тезу држао је Вунт у области логике. И поред тога што није био психолог у својој образовној евиденцији, као у случају његових претходника (иако је томе био ближи у односу на све њих), пре Љубомира Недића није било одлучног опредељења за нове трендове у психологији као што је експериментална психологија.
Паја Радосављевић је урадио своје истраживање „Напредовање заборављања са временом” где је испитао неке од Ебингхаусових налаза. Да се Паја Радосављевић сматра првим српским психологом може се закључити пре свега из наслова и садржаја његове дисертације, што евидентно показује да је Паја Радосавељвић био први српски психолог са докторатом, без обзира на то што је проф. психолог није постојао у истој конотацији као данас. Понекад се његово име помиње и у историји педагогије, највише због чињенице да се бавио психолошким основама наставе.
Борислав Стевановић се вратио са докторском дисертацијом (1926. године) са Лондонског универзитета и постао 1928. године шеф Семинара за експерименталну психологију. Проф. Стевановић је својим радом на стандардизацији Бине-Симонове скале у српској популацији постигао значајне заслуге у српској психологији и увео нашу психологију у светске токове тог периода. Постојање посебног одељења за психологију допринело је проширењу садржаја, а још више кадровског; отворило је и врата за запошљавање асистената. Први асистент на студијској групи психологије био је Живорад Васић. Студенти психологије нису били бројни до Другог светског рата и у том периоду је забележено само шест дипломираних студената. Они су заправо били први професионални психолози у нашој земљи, школовани у складу са наставним планом и програмом за психологију. Први психолози у нашој земљи били су: Мирослава Шапоњић, Живорад Васић, Милоје Савић, Василије Милојевић, Радмила Антић и Милош Јовичић. Тада су представљене и прве докторске дисертације из психологије.
Од тада је јачала перцепција психолога као посебног занимања, као науке засноване и практично оријентисане на кориснике својих услуга, тако да је образовање таквих стручњака почело да се шири и они стекли репутацију консултанта у различитим животним околностима. Анализа свести на недељиве компоненте, начин на који је Тиченер замишљао, промовисао и бранио психологију, постао је део прошлости већ у првој половини 20. века. Потом је афирмација психоанализе и бихејвиоризма упућивала јавности на промишљање активности искуства и личне историје на веома хетерогене феномене у психичком животу, од механизама развоја и одржавања психопатолошких симптома до објашњења феномена идентификације са ауторитетом у породице и делотворних васпитних поступака. Све ово створило је темеље за новонастале потребе за психолозима у образовању, клиничкој психологији, индустријској психологији, маркетингу, социјалној заштити, испитивањима јавног мњења, решавању трауматских искустава код жртава природних и других катастрофа итд.
Осим што је број психолога брзо растао, запосленим психолозима у Србији су били потребни стручни скупови, стручно усавршавање, заштита професионалних интереса, промоција професије у јавности и у том циљу су се организовали под кишобран Српског психолошког друштва, које има континуитет од свог оснивања 1953. године, као секција Психолошког друштва Југославије. Стручно звање психолога у то време било је „професор психологије“ и чланови Друштва су мукотрпно радили на томе да се у законодавству призна реалност у овој области – чињеница да су психолози имали велики ангажман у здравственим установама и друштвеним заштите, а све више и у индустрији. Ова борба је успешно завршена и тренутно стручно звање је дипломирани психолог. Српско психолошко друштво данас има свој субјекат који се бави снабдевањем психолога неопходним инструментаријумом за рад, научним и академским публикацијама, а организује и обуку из различитих области примењене психологије. Наша психологија је до сада дала два академика Српске академије наука и уметности – првог шефа Катедре за психологију Београдског универзитета Борислава Стевановића и Александра Костића.

## Познати српски психолози
- Брана Петронијевић Архивирано на веб-сајту  (2. фебруар 2014)
- Борислав Стевановић Архивирано на веб-сајту  (2. фебруар 2014)
- Живорад Жижа Васић Архивирано на веб-сајту  (2. фебруар 2014)
- Никола Рот
- Славољуб Радоњић
- Љубомир Стојић Архивирано на веб-сајту  (2. фебруар 2014)
- Предраг Огњеновић
- Јосип Бергер
- Бошко Поповић Архивирано на веб-сајту  (2. фебруар 2014)
- Владимир Петровић Архивирано на веб-сајту  (1. фебруар 2014)
- Ксенија Кондић Архивирано на веб-сајту  (1. фебруар 2014)
- Иван Ивић
- Жарко Кораћ
- Жарко Требјешанин
- Бора Кузмановић
- Тамара Штајнер Поповић
- Небојша Јовановић
- Миклош Биро
- Борис Тадић
- Радован Караџић
- Љубомир Касагић